# بير آرنه بيرك
بير آرنه بيرك هو محرر وصحفي وسياسي نرويجي، ولد في 24 مارس 1952، وتوفي في 17 يونيو 2015. نشط حزبياً في حزب العمال. وقد انتخب وزير دولة ‏ مكتب رئيس الوزراء ‏ (3 نوفمبر 1990 – 30 أبريل 1992).